# 2003 au Nouveau-Brunswick
Chronologie du Nouveau-Brunswick
- 1999
- 2000
- 2001
- 2002
- 2003
- 2004
- 2005
- 2006
- 2007

Cette page concerne des événements d'actualité qui se sont produits durant l'année 2003 dans la province canadienne du Nouveau-Brunswick.

## Événements
- Création du Ministère de l'Énergie du Nouveau-Brunswick.
- Du 22 février au 8 mars : les Jeux d'hiver du Canada se déroulent à Bathurst-Campbellton.
- 1er avril : création des premières zones naturelles protégées;.
- 20 avril : le chanteur Wilfred Le Bouthillier remporte le grand prix de Star Académie de l'année.
- 3 mai : début de la crise du crabe.
- 9 juin : 55e élection générale néo-brunswickoise.
- 26 août : Herménégilde Chiasson succède à Marilyn Trenholme Counsell comme lieutenant-gouverneur du Nouveau-Brunswick.
- 9 septembre : Marilyn Trenholme Counsell est nommée sénatrice.
- 6 décembre : Proclamation royale de 2003, reconnaissant les torts causés par la Déportation des Acadiens.

## Décès
- 27 août : Joseph Charles Van Horne, député et ministre.
- 8 octobre : Donat Chiasson, archevêque de Moncton.
- 17 novembre : Maurice Dionne, député et secrétaire parlementaire.
- 8 décembre : Margaret Jean Anderson, sénatrice.